# Slípka modrá
Slípka modrá (Porphyrio porphyrio) je velký druh vodního ptáka z řádu krátkokřídlých. 

## Popis
Celkové zbarvení je leskle tmavomodré a purpurové, mohutný zobák a lysina na čele jsou červené, nohy s dlouhými prsty růžové. Spodní ocasní krovky jsou bílé. Mladí ptáci mají matnější peří a šedou hlavu. Hnízdí v mokřadech a malých jezerech.
Výjimečně zalétla také do České republiky (čtyři pozorování) – na podzim 1884 střelena u Nových Hradů, v červenci 1905 na Žehuňském rybníce, v září 1910 na rybníce Nesyt a v srpnu 1957 u Jaroslavic.

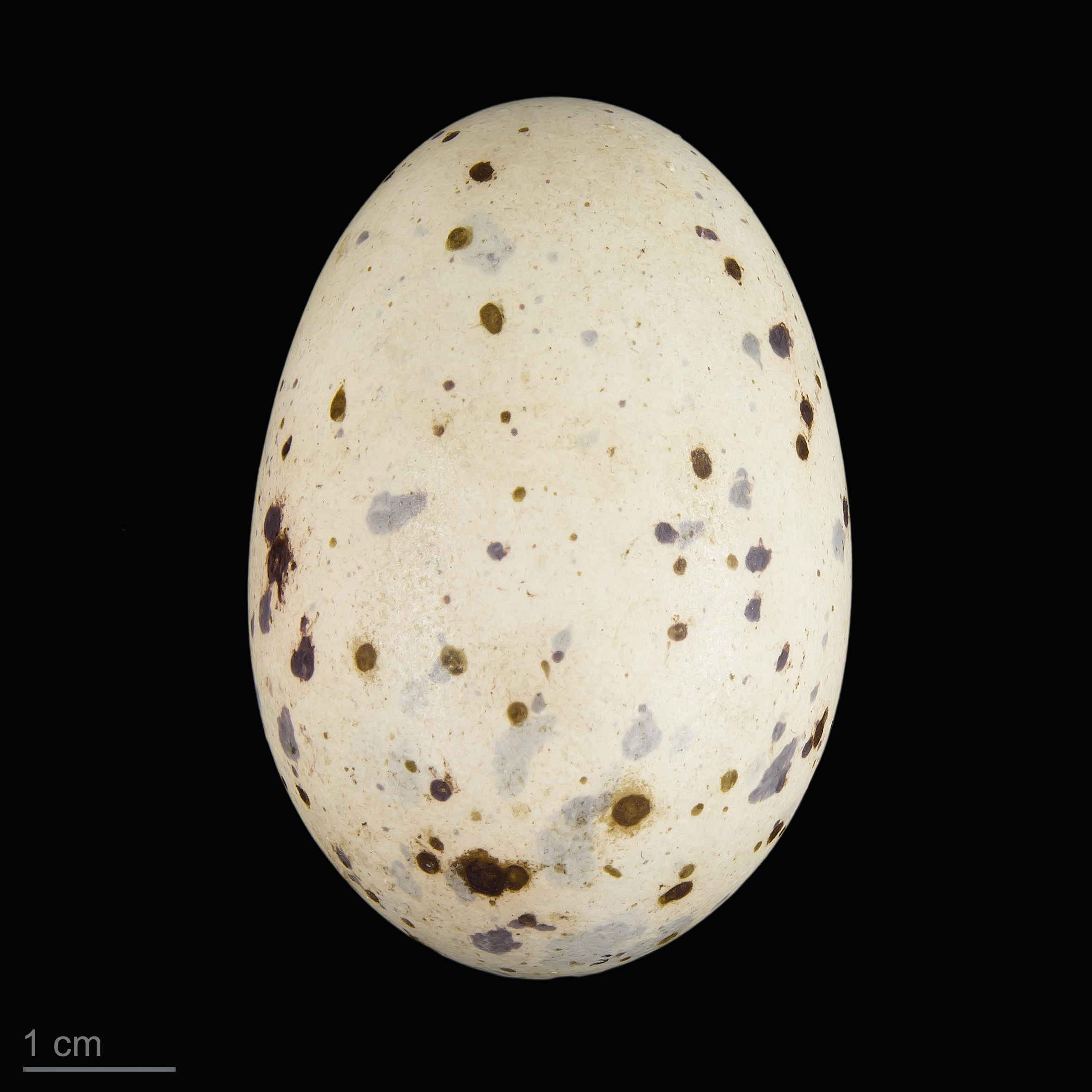
Vejce slípky modré (Porphyrio porphyrio)

## Chov v zoo
Slípka modrá byla na konci roku 2018 chována přibližně v pěti desítkách evropských zoo. V rámci Česka ji chová šest zoo:
- Zoo Hluboká
- Zoo Hodonín
- Zoo Chleby
- Zoo Ostrava
- Zoo Praha
- Zoo Zlín

Český prvoodchov se podařil v roce 2012 v Zoo Praha.

### Chov v Zoo Praha
Tento druh je v Zoo Praha chován od roku 2005. První úspěšný odchov, který byl i prvenstvím mezi českými zoo, byl dosažen v roce 2012. Ke konci roku 2018 byla chována jedna samice.
Slípka modrá je k vidění v průchozí africké voliéře expozičního celku Ptačí mokřady v dolní části zoo.